# Screen Actors Guild Award per il miglior attore non protagonista cinematografico
Lo Screen Actors Guild Award per il Miglior Attore non protagonista in un film (Screen Actors Guild Award for Outstanding Performance by a Male Actor in a Supporting Role) viene assegnato all'attore non protagonista del film maggiormente votato dallo Screen Actors Guild.

## Vincitori e candidati
I vincitori sono indicati in grassetto. L'elenco mostra i vincitori di ogni anno, seguito dagli attori che hanno ricevuto una candidatura. Per ogni cast viene indicato il film che gli ha valso la candidatura (titolo italiano e titolo originale tra parentesi. Se è presente un solo titolo il film è italiano o, più spesso, non è stato distribuito in Italia o è stato distribuito usando il titolo originale).

### 1990
- 1995
  - Martin Landau - Ed Wood (Ed Wood)
  - Samuel L. Jackson - Pulp Fiction (Pulp Fiction)
  - Chazz Palminteri - Pallottole su Broadway (Bullets Over Broadway)
  - Gary Sinise - Forrest Gump (Forrest Gump)
  - John Turturro - Quiz Show (Quiz Show)
- 1996
  - Ed Harris - Apollo 13 (Apollo 13)
  - Kevin Bacon - L'isola dell'ingiustizia - Alcatraz (Murder in the First)
  - Kenneth Branagh - Othello (Othello)
  - Don Cheadle - Il diavolo in blu (Devil in a Blue Dress)
  - Kevin Spacey - I soliti sospetti (The Usual Suspects)
- 1997
  - Cuba Gooding Jr. - Jerry Maguire (Jerry Maguire)
  - Hank Azaria - Piume di struzzo (The Birdcage)
  - Nathan Lane - Piume di struzzo (The Birdcage)
  - William H. Macy - Fargo (Fargo)
  - Noah Taylor - Shine (Shine)
- 1998
  - Robin Williams - Will Hunting - Genio ribelle (Good Will Hunting)
  - Billy Connolly - La mia regina (Mrs. Brown)
  - Anthony Hopkins - Amistad (Amistad)
  - Greg Kinnear - Qualcosa è cambiato (As Good as It Gets)
  - Burt Reynolds - Boogie Nights - L'altra Hollywood (Boogie Nights)
- 1999
  - Robert Duvall - A Civil Action (A Civil Action)
  - James Coburn - Affliction (Affliction)
  - David Kelly - Svegliati Ned (Waking Ned Devine)
  - Geoffrey Rush - Shakespeare in Love (Shakespeare in Love)
  - Billy Bob Thornton - Soldi sporchi (A Simple Plane)

### 2000
- 2000
  - Michael Caine - Le regole della casa del sidro (The Cider House Rules)
  - Chris Cooper - American Beauty (American Beauty)
  - Tom Cruise - Magnolia (Magnolia)
  - Michael Clarke Duncan - Il miglio verde (The Green Mile)
  - Haley Joel Osment - Il sesto senso (The Sixth Sense)
- 2001
  - Albert Finney - Erin Brockovich - Forte come la verità (Erin Brockovich)
  - Jeff Bridges - The Contender (The Contender)
  - Willem Dafoe - L'ombra del vampiro (Shadow of the Vampire)
  - Joaquin Phoenix - Il gladiatore (Gladiator)
  - Gary Oldman - The Contender (The Contender)
- 2002
  - Ian McKellen - Il Signore degli Anelli - La Compagnia dell'Anello (The Lord of the Rings: The Fellowship of the Ring)
  - Jim Broadbent - Iris - Un amore vero (Iris)
  - Hayden Christensen - L'ultimo sogno (Life as a House)
  - Ethan Hawke - Training Day (Training Day)
  - Ben Kingsley - Sexy Beast - L'ultimo colpo della bestia (Sexy Beast)
- 2003
  - Christopher Walken - Prova a prendermi (Catch Me If You Can)
  - Chris Cooper - Il ladro di orchidee (Adaptation.)
  - Ed Harris - The Hours (The Hours)
  - Alfred Molina - Frida (Frida)
  - Dennis Quaid - Lontano dal Paradiso (Far from Heaven)
- 2004
  - Tim Robbins - Mystic River (Mystic River)
  - Alec Baldwin - The Cooler (The Cooler)
  - Chris Cooper - Seabiscuit - Un mito senza tempo (Seabiscuit)
  - Benicio del Toro - 21 grammi (21 Grams)
  - Ken Watanabe - L'ultimo samurai (The Last Samurai)
- 2005
  - Morgan Freeman - Million Dollar Baby (Million Dollar Baby)
  - James Garner - Le pagine della nostra vita (The Notebook)
  - Jamie Foxx - Collateral (Collateral)
  - Thomas Haden Church - Sideways - In viaggio con Jack (Sideways)
  - Freddie Highmore - Neverland - Un sogno per la vita (Finding Neverland)
- 2006
  - Paul Giamatti - Cinderella Man - Una ragione per lottare (Cinderella Man)
  - Don Cheadle - Crash - Contatto fisico (Crash)
  - George Clooney - Syriana (Syriana)
  - Matt Dillon - Crash - Contatto fisico (Crash)
  - Jake Gyllenhaal - I segreti di Brokeback Mountain (Brokeback Mountain)
- 2007
  - Eddie Murphy - Dreamgirls (Dreamgirls)
  - Alan Arkin - Little Miss Sunshine (Little Miss Sunshine)
  - Leonardo DiCaprio - The Departed - Il bene e il male (The Departed)
  - Jackie Earle Haley - Little Children (Little Children)
  - Djimon Hounsou - Blood Diamond - Diamanti di sangue (Blood Diamond)
- 2008
  - Javier Bardem - Non è un paese per vecchi (No Country for Old Men)
  - Casey Affleck - L'assassinio di Jesse James per mano del codardo Robert Ford (The Assassination of Jesse James by the Coward Robert Ford)
  - Hal Holbrook - Into the Wild - Nelle terre selvagge (Into the Wild)
  - Tommy Lee Jones - Non è un paese per vecchi (No Country for Old Men)
  - Tom Wilkinson - Michael Clayton (Michael Clayton)
- 2009
  - Heath Ledger - Il cavaliere oscuro (The Dark Knight)
  - Josh Brolin - Milk (Milk)
  - Robert Downey Jr. - Tropic Thunder (Tropic Thunder)
  - Philip Seymour Hoffman - Il dubbio (Doubt)
  - Dev Patel - The Millionaire (Slumdog Millionaire)

### 2010
- 2010
  - Christoph Waltz - Bastardi senza gloria (Inglourious Basterds)
  - Stanley Tucci - Amabili resti (The Lovely Bones)
  - Matt Damon - Invictus - L'invincibile (Invictus)
  - Christopher Plummer - The Last Station
  - Woody Harrelson - Oltre le regole - The Messenger (The Messenger)
- 2011
  - Christian Bale - The Fighter (The Fighter)
  - Geoffrey Rush - Il discorso del re (The King's Speech)
  - Jeremy Renner - The Town (The Town)
  - Mark Ruffalo - I ragazzi stanno bene (The Kids Are All Right)
  - John Hawkes -  Un gelido inverno (Winter's Bone)
- 2012
  - Christopher Plummer - Beginners (Beginners)
  - Kenneth Branagh - My Week with Marilyn (My Week with Marilyn)
  - Armie Hammer -  J. Edgar (J. Edgar)
  - Jonah Hill - L'arte di vincere (Moneyball)
  - Nick Nolte - Warrior (Warrior)
- 2013
  - Tommy Lee Jones - Lincoln
  - Alan Arkin - Argo
  - Javier Bardem - Skyfall
  - Robert De Niro - Il lato positivo - Silver Linings Playbook (Silver Linings Playbook)
  - Philip Seymour Hoffman - The Master
- 2014
  - Jared Leto - Dallas Buyers Club
  - Barkhad Abdi - Captain Phillips - Attacco in mare aperto (Captain Phillips)
  - Daniel Brühl - Rush
  - Michael Fassbender - 12 anni schiavo (12 Years Slave)
  - James Gandolfini - Non dico altro (postuma)
- 2015
  - J. K. Simmons – Whiplash
  - Robert Duvall – The Judge
  - Ethan Hawke – Boyhood
  - Edward Norton – Birdman
  - Mark Ruffalo – Foxcatcher
- 2016
  - Idris Elba - Beasts of No Nation
  - Christian Bale - La grande scommessa (The Big Short)
  - Mark Rylance - Il ponte delle spie (Bridge of Spies)
  - Michael Shannon - 99 Homes
  - Jacob Tremblay - Room
- 2017
  - Mahershala Ali - Moonlight
  - Jeff Bridges - Hell or High Water
  - Hugh Grant - Florence (Florence Foster Jenkins)
  - Lucas Hedges - Manchester by the Sea
  - Dev Patel - Lion - La strada verso casa (Lion)
- 2018
  - Sam Rockwell - Tre manifesti a Ebbing, Missouri (Three Billboards Outside Ebbing, Missouri)
  - Steve Carell - La battaglia dei sessi (Battle of Sexes)
  - Willem Dafoe - Un sogno chiamato Florida (The Florida Project)
  - Woody Harrelson - Tre manifesti a Ebbing, Missouri (Three Billboards Outside Ebbing, Missouri)
  - Richard Jenkins - La forma dell'acqua - The Shape of Water (The Shape of Water)
- 2019
  - Mahershala Ali – Green Book
  - Timothée Chalamet – Beautiful Boy
  - Adam Driver – BlacKkKlansman
  - Sam Elliott – A Star Is Born
  - Richard E. Grant – Copia originale (Can You Ever Forgive Me?)

### 2020
- 2020
  - Brad Pitt – C'era una volta a... Hollywood (Once Upon a Time... in Hollywood)
  - Jamie Foxx – Il diritto di opporsi (Just Mercy)
  - Tom Hanks – Un amico straordinario (A Beautiful Day in the Neighborhood)
  - Al Pacino – The Irishman
  - Joe Pesci – The Irishman

- 2021
  - Daniel Kaluuya – Judas and the Black Messiah
  - Sacha Baron Cohen – Il processo ai Chicago 7 (The Trial of the Chicago 7)
  - Chadwick Boseman – Da 5 Bloods - Come fratelli (Da 5 Bloods)
  - Jared Leto – Fino all'ultimo indizio (The Little Things)
  - Leslie Odom Jr. – Quella notte a Miami... (One night in Miami...)

- 2022[1]
  - Troy Kotsur – I segni del cuore (CODA)
  - Ben Affleck – Il bar delle grandi speranze (The Tender Bar)
  - Bradley Cooper – Licorice Pizza
  - Jared Leto – House of Gucci
  - Kodi Smit-McPhee – Il potere del cane (The Power of the Dog)

- 2023[2]
  - Ke Huy Quan – Everything Everywhere All at Once
  - Paul Dano – The Fabelmans
  - Brendan Gleeson – Gli spiriti dell'isola (The Banshees of Inisherin)
  - Barry Keoghan – Gli spiriti dell'isola (The Banshees of Inisherin)
  - Eddie Redmayne – The Good Nurse

- 2024[3]
  - Robert Downey Jr. – Oppenheimer
  - Sterling K. Brown – American Fiction
  - Willem Dafoe – Povere creature! (Poor Things)
  - Robert De Niro – Killers of the Flower Moon
  - Ryan Gosling – Barbie
- 2025[4][5]
  - Kieran Culkin – A Real Pain
  - Jonathan Bailey – Wicked (Wicked: Part I)
  - Jurij Borisov – Anora
  - Edward Norton – A Complete Unknown
  - Jeremy Strong – The Apprentice - Alle origini di Trump (The Apprentice)

## Statistiche

### Plurivincitore
- Mahershala Ali (2017, 2019)